# Ilias Pangalidis
Ilias Pangalidis (gr. Ηλίας Παγκαλίδης; ur. 2000) – grecki zapaśnik walczący w stylu klasycznym. Zajął 21. miejsce na mistrzostwach świata w 2023.
Szesnasty na mistrzostwach Europy w 2022. Jedenasty w indywidualnym Pucharze Świata w 2020. Srebrny medalista MŚ wojskowych w 2025. Trzeci na ME kadetów w 2017 roku.